# Dia Internacional de la Treballadora Sexual

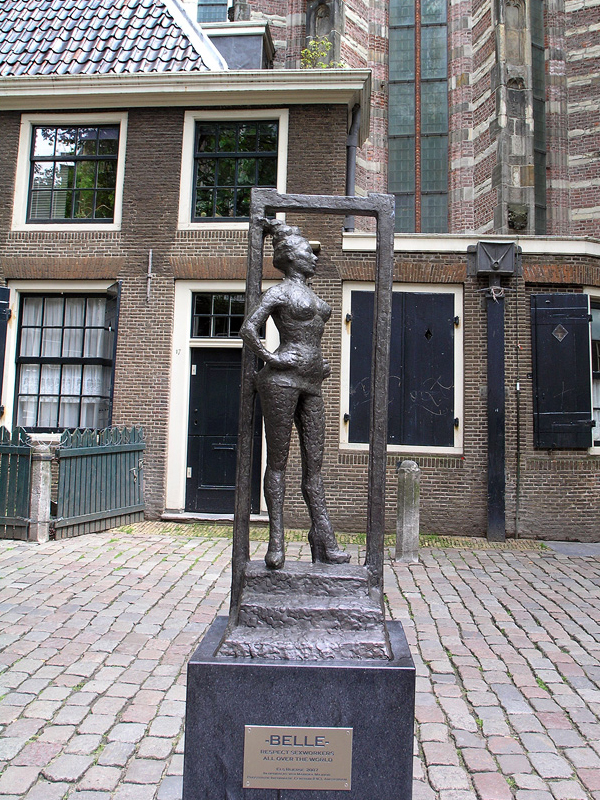
Estàtua de bronze Belle en De Wellen, part del barri vermell d'Amsterdam, enfront del Oude Kerk. Va ser inaugurada al març de 2007 amb la inscripció "Respectem a les treballadores sexuals a tot el món."

El Dia Internacional de la Treballadora Sexual es una commemoració que recorda a la discriminació de las prostitutes i de la seva vida, i de les seves condicions de treball. El punt de partida del Día Internacional de la Traballadora Sexual es la memòria del 2 de juny de 1975, en que mes de 100 prostitutes van ocupar l'Església de Saint-Nizier de Lió, França, amb el fi de cridar l'atenció de la seva situació. El día de la commemoració se celebra anualment des del 1976, el 2 de juny.

## Orígens
Al començament de la dècada de 1970, els organismes que vigilen el compliment de la llei a França mantenien a les prostitutes sota constant pressió. Les represàlies de la policia van obligar les dones a treballar més en secret. Com a resultat, la protecció per part del públic va anar desapareixent i va portar a més violència contra les adolescents. Després de dos assassinats i la manca de voluntat del govern per millorar la situació de les prostitutes, les professionals del sexe a Lió van ocupar finalment una de les esglésies locals - Saint-Nizier - i es van declarar en vaga. Després de vuit dies de la vaga l'església va ser ocupada per la policia. Aquest succés és considerat com el punt de partida del moviment de les prostitutes i dels drets de les treballadores sexuals.

## Efemèrides relacionades
- 3 de març - Dia Internacional dels Drets dels Treballadors Sexuals
- 17 de desembre - Dia Internacional de la No Violència contra els Treballadors Sexuals[2]